# Mac Bohonnon
Mac Bohonnon (* 27. März 1995 in New Haven, Connecticut) ist ein US-amerikanischer Freestyle-Skier. Er startet in der Disziplin Aerials (Springen).

## Werdegang
Bohonnon nahm von 2009 bis 2013 vorwiegend am Nor-Am Cup teil. Dabei gewann er drei Rennen und belegte in der Saison 2011/12 den dritten Platz in der Aerials-Disziplinenwertung. Im Weltcup debütierte er im Januar 2012 in Lake Placid und errang dabei den 19. Platz. Zwei Jahre später erreichte er in Val St. Come mit dem zweiten Platz seine erste Weltcup-Podestplatzierung. Bei seiner ersten Olympiateilnahme 2014 in Sotschi wurde er Fünfter. Zu Beginn der Saison 2014/15 belegte er in Peking den dritten Platz. Im weiteren Saisonverlauf holte er in Lake Placid und in Moskau seine ersten Weltcupsiege. In Deer Valley und in Minsk kam er auf den zweiten Platz und beendete die Saison auf dem zweiten Platz im Gesamtweltcup und dem ersten Rang im Aerials-Weltcup. Bei den Freestyle-Skiing-Weltmeisterschaften 2015 am Kreischberg errang er den 14. Platz.
In der Saison 2015/16 kam Bohonnon bei sechs Teilnahmen im Weltcup einmal unter die ersten Zehn. Dabei siegte er im Februar 2016 in Moskau und erreichte zum Saisonende den zehnten Platz im Aerials-Weltcup. In der folgenden Saison belegte er den 13. Platz im Gesamtweltcup und den zweiten Rang im Aerials-Weltcup. Dabei errang er in Pyeongchang den dritten und in Lake Placid den zweiten Platz. Beim Saisonhöhepunkt den Freestyle-Skiing-Weltmeisterschaften 2017 in der Sierra Nevada wurde er Zehnter.
Bohonnon nahm bisher an 29 Weltcuprennen teil und belegte dabei 15-mal eine Platzierung unter den ersten zehn (Stand: Saisonende 2016/17). Im Jahr 2015 wurde er in der Disziplin Aerials US-amerikanischer Meister.

## Erfolge

### Olympische Spiele
- Sotschi 2014: 5. Aerials

### Weltmeisterschaften
- Kreischberg 2015: 14. Aerials
- Sierra Nevada 2017: 10. Aerials

### Weltcupwertungen
| Saison  | Gesamt | Gesamt | Aerials | Aerials |
| Saison  | Platz  | Punkte | Platz   | Punkte  |
| ------- | ------ | ------ | ------- | ------- |
| 2011/12 | 190.   | 2      | 36.     | 24      |
| 2012/13 | 152.   | 6      | 26.     | 42      |
| 2013/14 | 46.    | 23     | 14.     | 114     |
| 2014/15 | 2.     | 70     | 1.      | 491     |
| 2015/16 | 44.    | 25,83  | 10.     | 155     |
| 2016/17 | 10.    | 46,86  | 2.      | 328     |
| 2017/18 |        |        | 11.     | 138     |

### Weltcupsiege
Bohonnon errang im Weltcup bisher 9 Podestplätze, davon 3 Siege:
| Nr. | Datum            | Ort         | Land     |
| --- | ---------------- | ----------- | -------- |
| 1.  | 30. Januar 2015  | Lake Placid | USA      |
| 2.  | 21. Februar 2015 | Moskau      | Russland |
| 3.  | 13. Februar 2016 | Moskau      | Russland |

### Nor-Am Cup
- Saison 2011/12: 3. Platz Aerials-Disziplinenwertung
- 8 Podestplätze, davon 3 Siege

### Juniorenweltmeisterschaften
- Chiesa in Valmalenco 2012: 5. Aerials
- Chiesa in Valmalenco 2013: 7. Aerials

### Weitere Erfolge
- US-amerikanischer Aerials-Meister 2015